# Aeroportul Lomlom
Aeroportul Lomlom (IATA: LLM, ICAO: AGLM) este un aeroport din Lomlom⁠(d), Insulele Solomon.
aeroportul dispune de o singură pistă.